# Orange Ichiki
Variété
Classification phylogénétique
L'orange Ichiki ou Kobayashi mikan, l’orange de Mié, est un agrume chimère naturelle de mandarine satsuma (Citrus unshiu Marc.) greffée sur Natsudaidai (C. natsudaidai Hayata) cultivée à Mihama, district de Minamimuro, préfecture de Mie pour ses qualités alimentaires. Elle bénéficie du Certificat Fruit traditionnel du beau pays de Mie (2008). 

## Dénomination

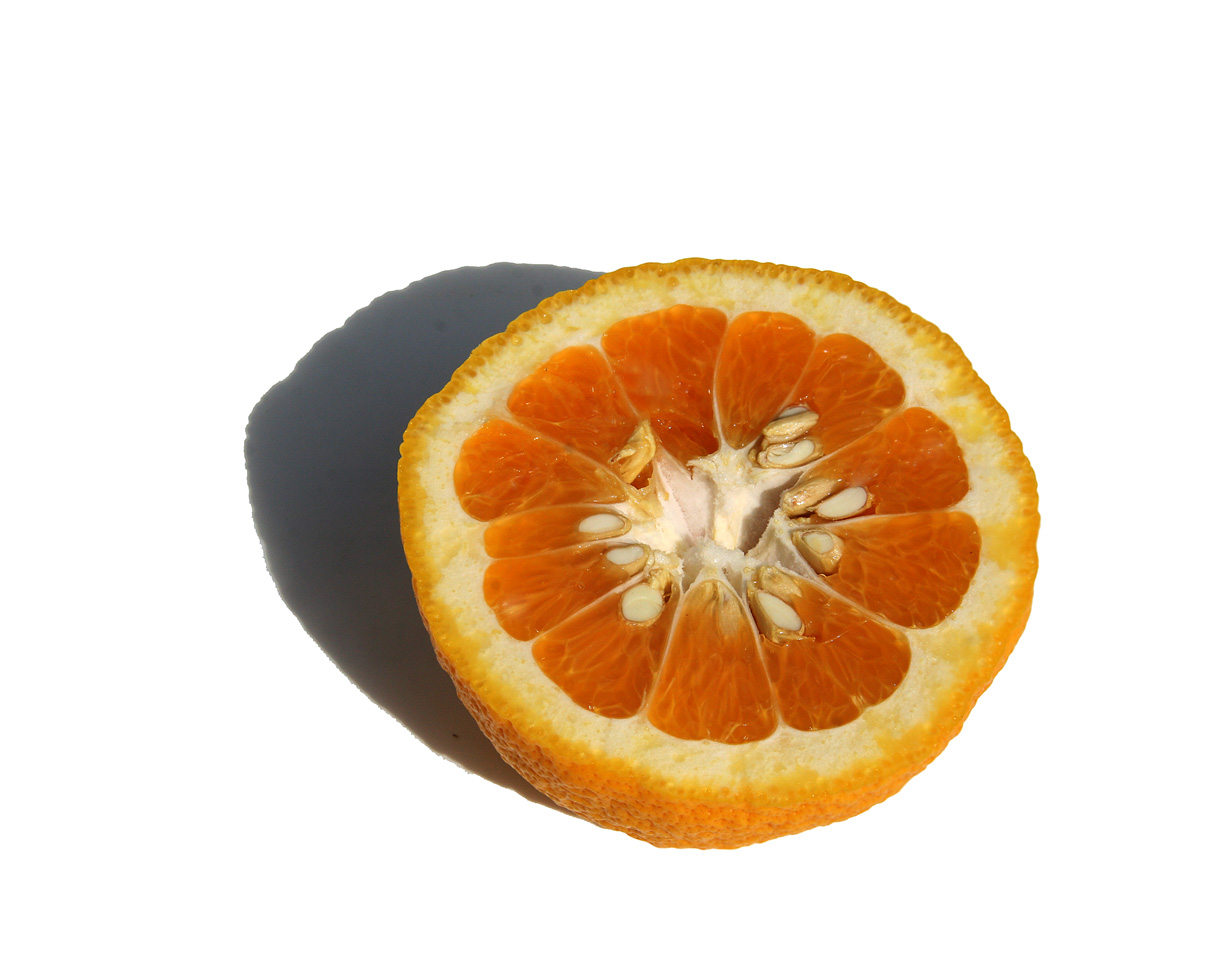
Les quartiers larges laissent facilement la cuillère sortir la pulpe

市木オレンジ（スプーンオレンジ）いちぎおれんじ (Ichiki orenji (supūn'orenji) = ichigi orenji) Orange Ichiki (ou Ichigi) qui signifie Orange à la Cuillère car elle se mange coupée en deux à la cuillère. 
小林みかん (Kobayashi mikan) doit son nom à Samura et Nakahara (1928) car il provient d'une une greffe réalisée par Kakichi Kobayashi de Fukuoka en 1903 qui a été cassée en 1922 et de laquelle (près du point de greffe) à repoussé une chimère périclinale où cohabitent un mélange des gènes de Natsudaidai et de mandarine satsuma. Cette chimère comestible a été mise en culture à Mihama, district de Minamimuro, préfecture de Mie. 

## Description
Le fruit de 10 cm de diamètre, légèrement aplati ressemble à une mandarine d'été d'une couleur oranger saturé, il est récolté de fin janvier à fin février (commercialisé jusqu'à début mars) mais ne se laisse pas peler à la main c'est pourquoi sa diffusion est limitée. Il est consommé comme les grapefruits américains, coupé en deux à l'équateur en extrayant la pulpe à la cuillère. Les amateurs apprécient sa jutosité (jus peu acide et sucré) et sa belle couleur.

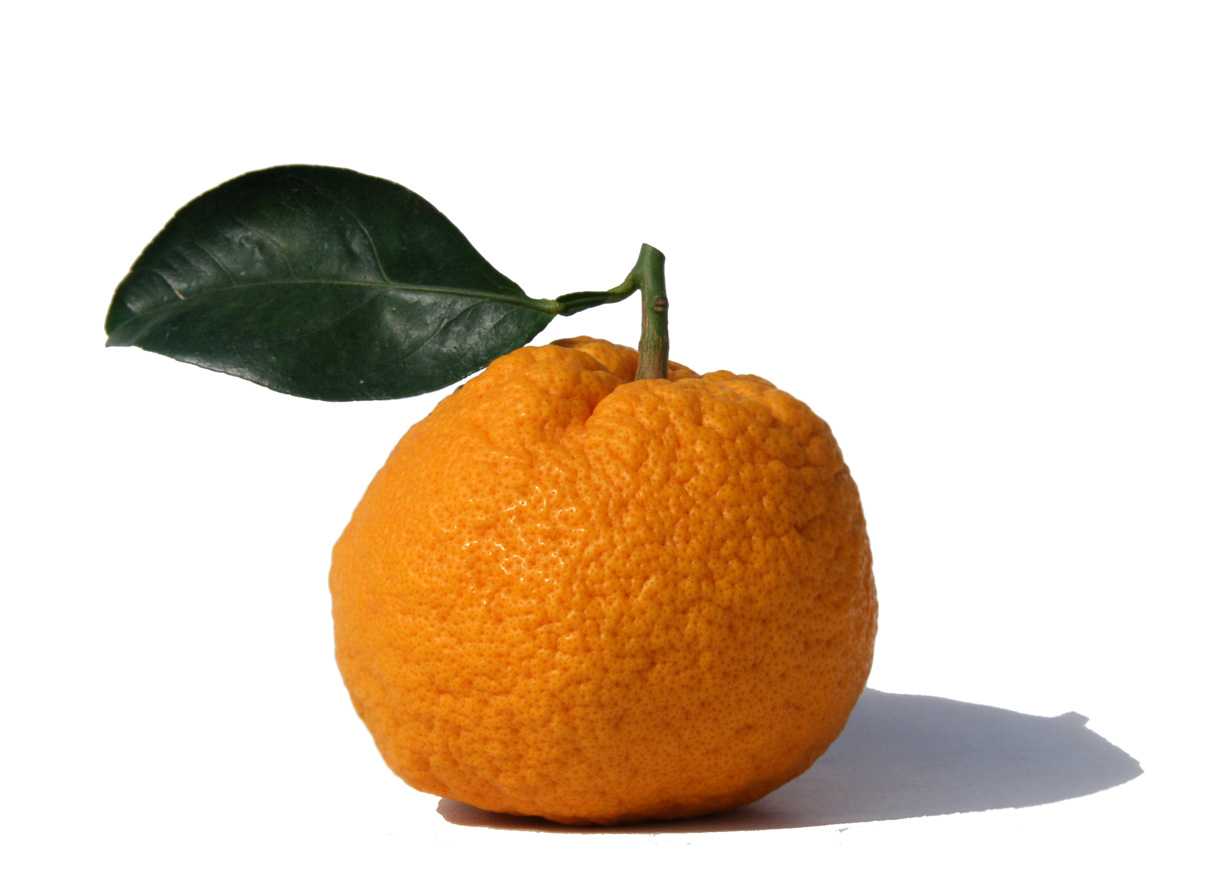
Orange de Mie

### Chimère périclinale
Kensuke Yamashita (1983) démontre la nature chimérique de la plante où coexiste des parties mandarine (par exemple l'albédo ressemble distinctement à celui du Natsudaidai alors que la pulpe est exactement celle de la mandarine satsuma). 
L'orange Ichiki est avec la mandarine Kinkoji la seule chimère d'agrume cultivée et maintenue au Japon, son intérêt botanique compense sa rareté: la production est de l'ordre d'une dizaine de t. (2022). 